# Sonate pour violon et piano no 3 de Beethoven
Pour les articles homonymes, voir Sonate pour violon et piano.
La Sonate pour violon en mi bémol majeur, opus 12 no 3, de Ludwig van Beethoven, est la troisième des dix sonates pour violon et piano. Elle a été composée entre 1797 et 1798 et publiée en 1799. Beethoven la dédia avec les no 1 et no 2 à son maître Antonio Salieri.
Sa composition fut contemporaine de celle de la Sonate pathétique.
Elle comporte trois mouvements :
1. Allegro con spirito (en mi bémol majeur, à )
2. Adagio con molt'espressione (en do majeur, à 
)
3. Rondo. Allegro molto (en mi bémol majeur, à 
)

Son exécution demande un peu plus d'un quart d'heure.